# Fatimah Hossaini
Fatimah Hossaini, née à Téhéran en 1993, est une photographe professionnelle afghane.

## Biographie
Adolescente, Fatimah Hossaini souhaitait être peintre. Elle passe son diplôme d'ingénieur industriel à l'université islamique Azad et de photographe à l'université de Téhéran. Elle devient photographe de mode en Iran.

Née de parents chiites afghans, elle appartient à l'ethnie Hazara, ethnie persécutée par les talibans et les sunnites radicaux. Elle se réfugie, avec sa famille, en Iran jusqu'à ses 20 ans. Malgré sa peur, elle rentre à Kaboul dans l'espoir d'un nouvel avenir, elle rentre en Afghanistan en 2018. Dans une interview au Figaro, elle précise :

« Ma mère m'a beaucoup dissuadée de rentrer à Kaboul. Elle avait un mauvais pressentiment. Je ne l'ai pas écoutée. Cela me semblait impossible que les choses tournent aussi mal. »

Elle est professeur d'art à l'université de Kaboul de 2018 à 2019. Elle photographie les femmes afghanes dans la rue, pour montrer un autre visage des femmes et de son pays, mais son travail est très difficile, les mentalités talibanes sont présentes, certains sont contre le fait de montrer des visages de femmes. Afin de ne pas mettre en danger ces dernières, les pères ou frères de ces dernières interdisant la publication des photos, elle demande à des professionnelles, actrices, musiciennes ou mannequins de poser qui sont publiquement connues.
Elle souhaite présenter un autre visage des femmes afghanes qui sont connues avec la burka :

« Beaucoup de femmes en Afghanistan ont oublié qu’elles étaient belles. La plupart d’entre elles, quand je leur ai montré les photos que j’avais prises d’elles, m’ont dit : ‘Oh ! C’est magnifique. Je ne savais pas que je pouvais être aussi belle’ »

En 2019, elle est fondatrice de Mastooraat Art Organization association qui soutient les femmes artistes afghanes.
En 2021, elle doit fuir l'Afghanistan lorsque les talibans prennent Kaboul. Elle rejoint dans un premier temps, la ligne américaine qui semble ne pas avoir envie de l'aider. Prise en charge par l'équipe de l'ambassade de France à Kaboul, elle arrive à Paris le 23 août 2021 avec la volonté de continuer, par l'intermédiaire de ses photographies, de soutenir les réfugiés et montrer au monde entier la beauté de la femme afghane, ainsi que la culture en photographiant les femmes Pachtounes, Tadjiks, Hazaras, Qizilbashs ou Ouzbeks dans leurs costumes traditionnels et l’histoire afghane.
Ses parents et ses deux sœurs, l'une chimiste, l'autre musicienne, ne sont pas retournés en Afghanistan et vivent à Téhéran, en Iran.

## Expositions
Elle expose ses œuvres, aussi bien dans des expositions personnelles que collectives et festivals d'art en Iran, Afghanistan, Inde, Turquie, Chine, Japon, Corée du Sud, Autriche, Danemark, Italie, Albanie, France, New York et Paris.
Fatimah Hossaini est représentée par la galerie 15, au 15 rue de seine à Paris.

### Expositions personnelles
- 2013 : Afghans with new vision Idea Gallery, Téhéran
- 2014 : Today-Kabul, Institut ECO, Téhéran
- 2018 : Passing the Burqa, Galerie Azad, Kerman, Iran
- 2018 : Veiled, Galerie Doran, Ispahan, Iran
- 2019 : Beauty Amid War, Ambassade de Chine, Kaboul, Afghanistan
- 2019 : Beauty Amid War, Ambassade du Canada, Kaboul, Afghanistan
- 2019 : Beauty Amid War organisée par China Soong Ching ling Foundation Pékin, Chine
- 2019 : Khurasani Reflections, Citadelle d'Herat, Herat, Afghanistan
- 2020 : Beauty Amid War, Ambassade des Pays-Bas à Kaboul, Afghanistan
- 2021 : Beauty Amid War, Galerie 15[11], rue de seine, Paris, France
- 2022 : Festival la Gacilly photo[12], France
- 2022 : Elegy for a Miracle, Galerie 15[13], rue de seine, Paris, France
- 2022 : Ce que les Afghanes ont à nous dire, exposition itinérante en France[14]

### Expositions collectives
- 2016 : Unlimited avec le groupe artistique Showarts / Innsbruck, Autriche
- 2016 : We together avec 14 femmes du Moyen-Orient et d'Europe, Graz, Autriche
- 2017 : A Glance into the mirror avec le groupe d'art Bluerhino, ABAY Gallery, Istanbul, Turquie
- 2017 : Khurasani Reflections, Brooklyn, New York
- 2017 : Unfinished Lines avec le groupe d'art Bluerhino, Musée historique national de Tirana, Akbania
- 2017 : We Are", avec TahminahTomyris, Allemagne
- 2017 : United, Galerie Lara Bohman, Stockholm, Suède
- 2018 : Hello Afghanistan par ASAK, UNESCO, WCOKOREA, Séoul, Corée
- 2019 : Asia Peace film Festival, Pakistan
- 2022 : Expo: Afghanistan, la vie à l’envie[15]
- 2022 : Festival des Lumières, lycée Chevrollier, Angers, France

## Récompenses
- Lauréate du prix international Hypatie[14].